# Yakovkin (cràter)
Yakovkin és un cràter d'impacte que es troba molt a prop de l'extrem sud-oest de la Lluna. Està situat a nord-oest del cràter Pingré, i va ser designat Pingré H abans que la UAI adoptés el seu nom actual. La proximitat d'aquest cràter a llimbs li dona una aparença en escorç, obstaculitzant la seva observació des de la Terra.

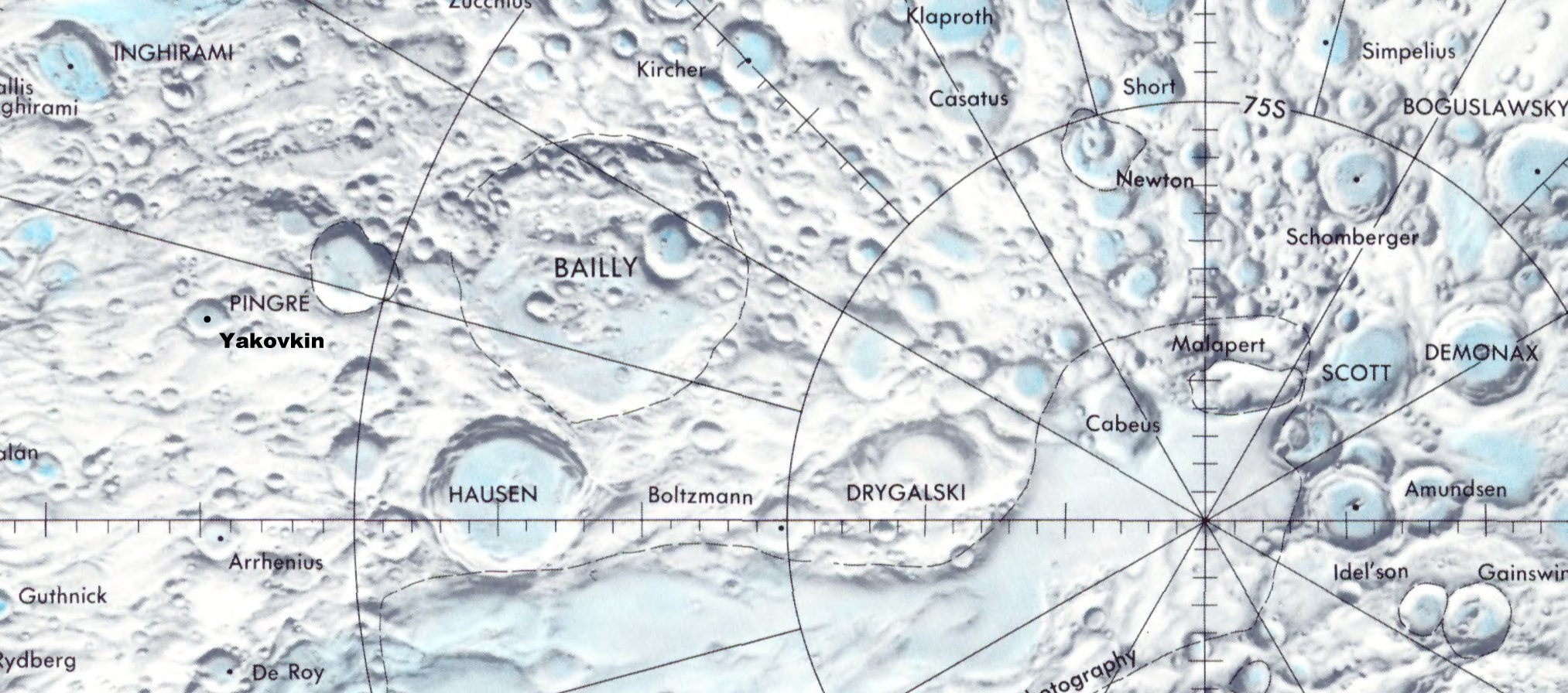
Localització de Yakovkin (part esquerra de la imatge)
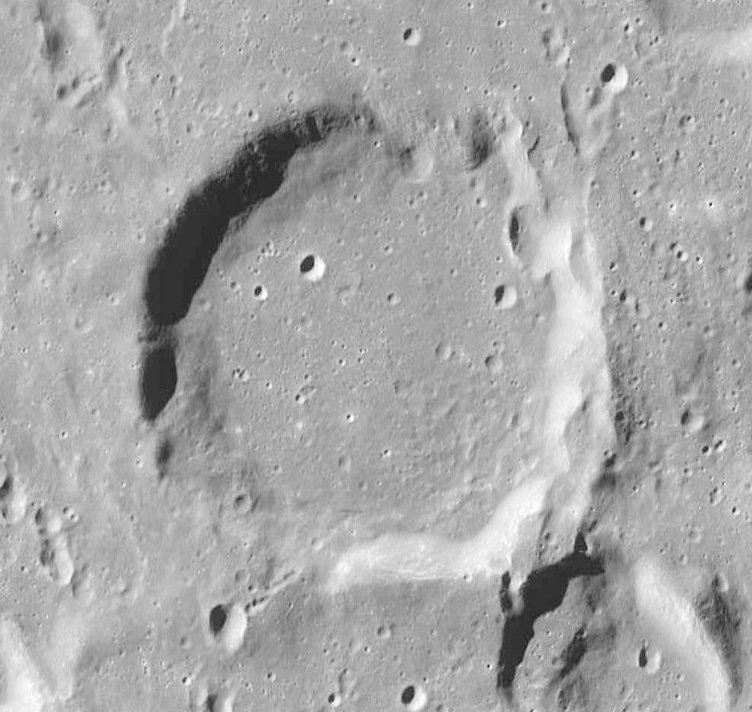
Fotografia de la missió Lunar Reconnaissance Orbiter

La vora irregular d'aquest cràter té una forma poligonal en lloc de formar un cercle simple. El sòl interior ha estat inundat per la lava, deixant una paret interna relativament petita. Gairebé no té trets distintius, amb només uns pocs cràters petits que marquen la superfície. El terreny circumdant sembla haver estat regenerat per la lava, i està marcat tan sols per cràters petits o poc profunds. El terreny més a nord-est és considerablement més accidentat i desigual.
El cràter es troba dins de la Conca Mendel-Rydberg, una depressió de 630 km d'ample creada per un impacte en el període Nectarià.